# めざせモスクワ
めざせモスクワ（ドイツ語: Moskau）は、西ドイツの音楽グループ・ジンギスカンの楽曲。

## 概要
『めざせモスクワ（原題 : Moskau）』は、ジンギスカンのデビュー曲『ジンギスカン』に続く2枚目のシングル。作詞・作曲は『ジンギスカン』に引き続きベルント・マイヌンガーとラルフ・ジーゲルによって行われた。
1979年のユーロビジョン・ソング・コンテストのために制作された前作『ジンギスカン』が国内予選を突破した時点で、ジーゲルは次の楽曲についてのアイディアを持っていた。それはモスクワオリンピックに向けた楽曲であったが、その時点の歌詞には「Moskau」という単語があるのみであった。歌詞はその後にマイヌンガーによって何度もの修正を重ねて完成し、衣装についてもオリンピックシンボルに因んだ5色を使用する案が提案される。6月14日の披露に向けてメンバーは、振付師・ハンネス・ウィンクラーとともに準備を進めた。なお、モスクワオリンピックにはジンギスカンの母国・西ドイツを含めた西側諸国の多くがボイコットを表明することとなるが、この楽曲制作において政治的な意図は一切なかった。
オリジナルのドイツ語盤ではB面に『Rocking Son of Dschinghis Khan』が収録。『Moskau』をジンギスカンメンバーのスティーヴ・ベンダーが英訳した『Moscow』も同年にリリースされており、B面にはドイツ語版の『Moskau』が収録された。『Rocking Son of Dschinghis Khan』の英訳版も別にリリースされており、こちらのB面には英訳版『Moscow』が収録されている。
2005年ごろに日本のインターネット上では『Moskau』が空耳ソングとして注目され、「もすかう」のタイトルで多数のFlashムービーが制作された。
なお、本作同様にスポーツイベントに向けて制作されたジンギスカン関連の楽曲として、ジンギスカンによる1985年リリースの『Mexico（めざせメキシコ）』や、メンバーのレスリー・マンドキらによる1987年リリースの『KOREA』がある。

## 収録曲
| #         | タイトル                                                | 作詞         | 作曲      | 時間 |
| --------- | ------------------------------------------------------- | ------------ | --------- | ---- |
| 1.        | 「Moskau 【めざせモスクワ】」                           | マイヌンガー | ジーゲル  | 4:43 |
| 2.        | 「Rocking Son of Dschinghis Khan 【ロッキング・サン】」 | マイヌンガー | ジーゲル  | 4:13 |
| 合計時間: | 合計時間:                                               | 合計時間:    | 合計時間: | 8:56 |

| #         | タイトル                           | 作詞         | 作曲      | 時間  |
| --------- | ---------------------------------- | ------------ | --------- | ----- |
| 1.        | 「Moskau」                         | マイヌンガー | ジーゲル  | 7:40  |
| 2.        | 「Rocking Son of Dschinghis Khan」 | マイヌンガー | ジーゲル  | 6:10  |
| 合計時間: | 合計時間:                          | 合計時間:    | 合計時間: | 13:50 |

| #         | タイトル             | 作詞                    | 作曲      | 時間 |
| --------- | -------------------- | ----------------------- | --------- | ---- |
| 1.        | 「Moscow（英語版）」 | マイヌンガー ドルナウス | ジーゲル  | 4:30 |
| 2.        | 「Moskau」           | マイヌンガー            | ジーゲル  | 4:43 |
| 合計時間: | 合計時間:            | 合計時間:               | 合計時間: | 9:13 |

| #         | タイトル                                     | 作詞                    | 作曲      | 時間 |
| --------- | -------------------------------------------- | ----------------------- | --------- | ---- |
| 1.        | 「Rocking Son of Dschinghis Khan（英語版）」 | マイヌンガー ドルナウス | ジーゲル  | 4:15 |
| 2.        | 「Moscow（英語版）」                         | マイヌンガー ドルナウス | ジーゲル  | 4:29 |
| 合計時間: | 合計時間:                                    | 合計時間:               | 合計時間: | 8:44 |

## チャート
| チャート（1979-1980年）             | 最高順位 |
| ----------------------------------- | -------- |
| オーストラリア (Kent Music Report)  | 1        |
| オーストリア (Ö3 Austria Top 40)    | 16       |
| オランダ (Dutch Top 40)             | 38       |
| オランダ (Single Top 100)           | 38       |
| スイス (Schweizer Hitparade)        | 11       |
| 西ドイツ (GfK Entertainment charts) | 3        |

| チャート（1979年）                 | 順位 |
| ---------------------------------- | ---- |
| 西ドイツ (Official German Charts)  | 9    |
| チャート（1980年）                 | 順位 |
| オーストラリア (Kent Music Report) | 16   |

## Moskau Moskau
ジンギスカン再結成後の2018年には、FIFAワールドカップロシア大会に向けて4か国語のアレンジを加えた『Moskau Moskau』がリリースされる。
このアレンジにはオリジナルメンバーのエディナとヘンリエッテに加えて、ドイツ語・英語でジェイ・カーン、ロシア語でアレクサンダー・マリニンと娘のウスティーニャ、スペイン語でホルヘ・ヒメネスとマリファー・メドラノが参加した。
| #         | タイトル                          | 作詞                             | 作曲      | 時間  |
| --------- | --------------------------------- | -------------------------------- | --------- | ----- |
| 1.        | 「Moskau Moskau（ドイツ語版）」   | マイヌンガー                     | ジーゲル  | 3:58  |
| 2.        | 「Москва（ロシア語版）」          | マイヌンガー マリニン            | ジーゲル  | 3:58  |
| 3.        | 「Moscú（スペイン語版）」         | マイヌンガー Jorge Jiménez Rubio | ジーゲル  | 3:58  |
| 4.        | 「Moscow（英語版）」              | マイヌンガー ドルナウス          | ジーゲル  | 3:58  |
| 5.        | 「Moskau, Москва, Moscú, Moscow」 | マイヌンガー 他                  | ジーゲル  | 5:11  |
| 合計時間: | 合計時間:                         | 合計時間:                        | 合計時間: | 21:03 |

## カバー
ジンギスカン自身によるドイツ語・英語のほかに、各国のアーティストによって様々な言語に翻訳されてカバーされている。比較的初期にリリースされたカバー曲として、2つの日本語の楽曲が挙げられる。
- 藤公之助訳詞（川崎保によるロシア語訳もあり）によるダークダックスのカバー楽曲（ポリドール、1979年12月1日発売、編曲は白石哲也）
- ケイ・ふじやま訳詞によるバオバブシンガーズのカバー楽曲（キングレコード、1979年11月21日、編曲は中島正雄）

ダークダックスによるものは、比較的原版に忠実な歌詞であった。間奏にポーリュシカ・ポーレのメロディーが織り込まれるなど、ロシア民謡風のアレンジとなっている。それより早くリリースされたバオバブシンガーズによるものは、歌唱した声優らが担当したアニメの名称などが2番以降の歌詞が含まれるなど改変が見られる。
日本語以外の翻訳の一部を以下に挙げる。
- 1980年、フィンランドの歌手・ユハマッティ（フィンランド語版）がフィンランド語の『Volga』を発表した。それ以来フィンランドでは『Volga』として、カリ・タピオ（英語版）やフレデリク（英語版）などによって演奏されている。
- 1980年、スウェーデンのダンスバンド・Vikingarna（英語版）はスウェーデン語の『Moskva』をアルバム「Kramgoa låtar 8」で発表した[15]。

前述の通り日本では2005年ごろに『Moskau』が再ブームとなり、インディーズの企画ユニットが本作と『ジンギスカン』をカップリングしたCDをリリースした。なお、グループ名は空耳の歌詞からとられた「ボートでヘイコラホー」とされていたが、実際にはマルコ・ポーロがカバーしたものをそのまま再販したものであった。